# Porta-luvas

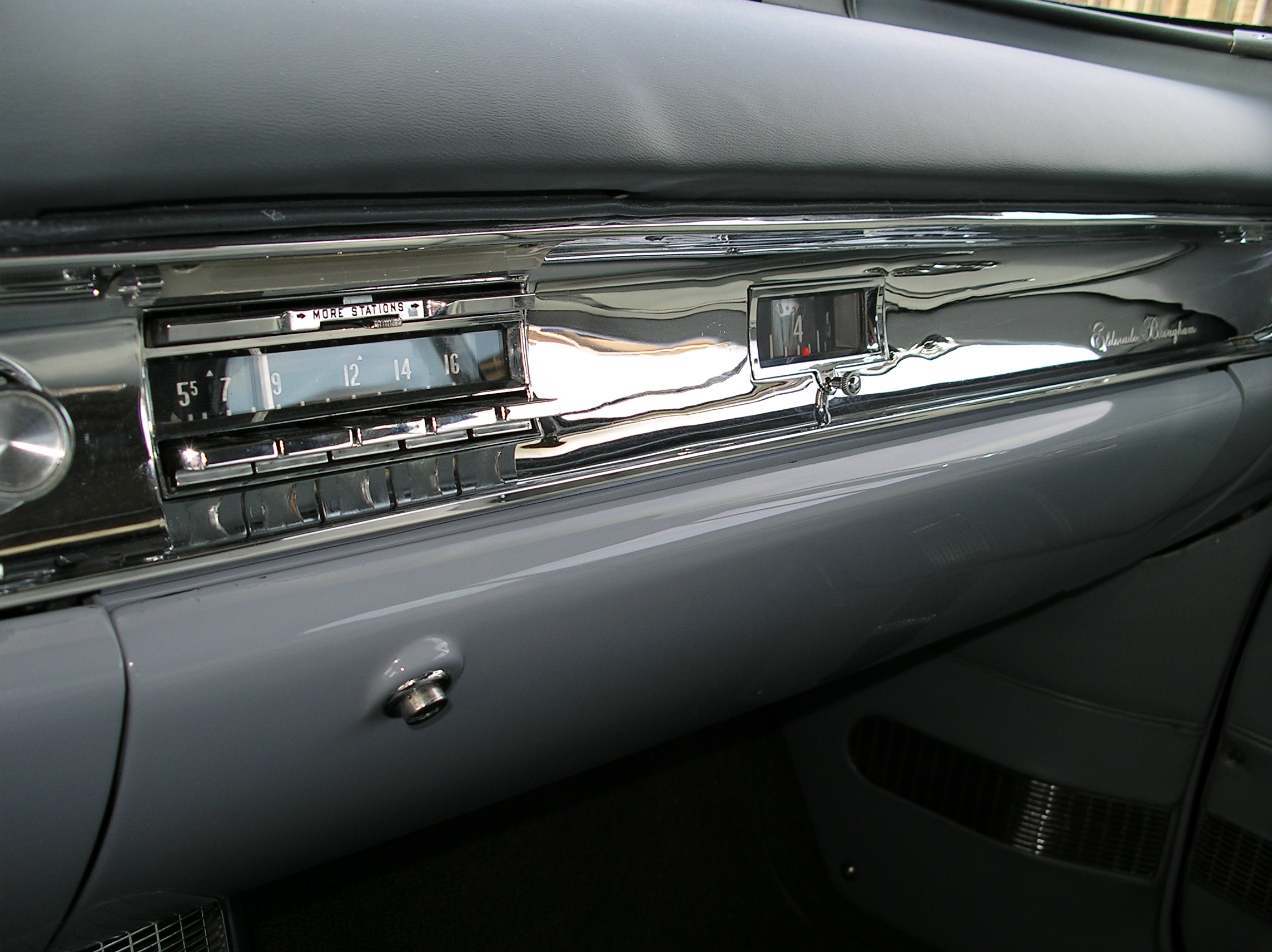
Porta-luvas

Um porta-luvas é um compartimento fechado no automóvel (embora também possa ser encontrado em algumas motos, em outros veículos e em alguns aviões leves) para guardar objetos de primeira necessidade, como documentos, ferramentas, discos compactos, etc. Costuma situar-se embaixo do painel de instrumentos, no lado do copiloto. O nome deriva do uso original do compartimento: guardar as luvas.
Na maioria dos automóveis, fecha-se com um trinco ainda que alguns têm uma pequena cerradura com chave. Em alguns modelos, o porta-luvas tem em sua parte interior uma área para colocar um copo quando está aberto, bem como um lápis ou caneta. Em alguns carros modernos, pode-se regular a temperatura do interior do porta-luvas para ser utilizado como refrigerador de bebidas.

## História
Luvas de direção eram consideradas equipamentos necessários nos primeiros carros, muitos dos quais não tinham capota rígida, para evitar que o efeito de resfriamento do ar em movimento rápido congelasse as mãos dos motoristas. É por esse mesmo motivo que ainda hoje as luvas ainda são consideradas equipamentos necessários em motocicletas, embora, ao contrário dos carros, a maioria das motocicletas não tenha porta-luvas.
De acordo com o programa da BBC Four, "Penelope Keith and the Fast Lady", foi Dorothy Levitt quem cunhou o termo, enquanto aconselhava os motoristas a levarem uma série de pares de luvas para lidar com muitas eventualidades.
No passado, os porta-luvas continham tipicamente uma luz interna, que ligava automaticamente quando a caixa era aberta, ajudando a pesquisar seu conteúdo. A partir dos anos 2000, muitos fabricantes passaram a não mais fornecer essa luz para cortar custos, mesmo em veículos de luxo. Até o momento, os fabricantes de peças de reposição não forneceram soluções para essa omissão.